# Emscripten
Emscripten – kompilator kodu LLVM do Javascriptu lub WebAssembly. Skompilowane programy działają z szybkością dochodzącą do 2/3 szybkości programów natywnych. Kompilacja odbywa się przez skompilowanie kodu źródłowego do kodu bajtowego LLVM (zwykle kodu C lub C++ z użyciem Clanga). Następnie w zależności od wersji narzędzi do kodu asm.js z wykorzystaniem HTML5 do obsługi multimediów (do wersji 2.0) lub bezpośrednio do binarnego formatu WebAssembly (od wersji 2.0). Emscripten stworzono do przenoszenia gier (implementuje SDL, OpenGL i inne popularne API) i przeniesiono nań silnik Unreal Engine 4. Działają w nim jednak praktycznie dowolne aplikacje, czego przykładem jest środowisko Qt. Licencja Emscripten umożliwia bezpłatne wykorzystanie komercyjne.

## Zastosowanie i rozwiązania alternatywne
Mniej więcej od 2010 r. znacznie poprawiono wydajność maszyn wirtualnych Javascript, dodano optymalizację języka (asm.js i jego rozszerzenia SIMD), a w przeglądarkach ustandaryzowano obsługę nowoczesnych multimediów (HTML5). Proces poprawiania wydajności ewoluował poprzez możliwość łączenia interpretowanych fragmentów kodu Javascript z szybszym binarnym formatem WebAssembly. W związku z tym pojawiła się możliwość tworzenia dużych aplikacji w całości lub w znacznym stopniu działających po stronie przeglądarki, a także próby przenoszenia istniejących programów (głównie gier) i wynikające z tego zapotrzebowanie na kompilatory różnych języków do formatu wspieranego przez przeglądarki internetowe.

## Format docelowy kompilacji
Aktualnie domyślnym formatem wyjściowym dla kompilacji jest WebAssembly. Jest to format binarny, zoptymalizowany pod kątem szybkości wykonywania programu. Jedynie wstawki JavaScriptu są pozostawiane jako kod tegoż języka. W celu zachowania kompatybilności ze starszymi przeglądarkami, zgodnymi z EcmaScript 5 można jednak włączyć kompilację do asm.js poprzez ustawienie flagi -sWASM=0.